# Ženske (sura)
Ženske (arabsko An-Nisa) je 4. sura (poglavje) v Koranu, ki jo sestavlja 176 ajatov (verzov). Je medinska sura.
Med opravljanjem molitve (salata oz. namaza) pri tej suri verniki opravijo 24 ruku'jev (priklonov).